# Đối thoại (ngôn từ nghệ thuật)
Đối thoại là một trong hai kiểu giao tiếp ngôn từ nghệ thuật cơ bản, bên cạnh độc thoại.

## Đặc điểm
Ngôn từ đối thoại biểu hiện sự giao tiếp qua lại (thường là giữa hai phía) trong đó sự chủ động và sự thụ động được chuyển đổi luân phiên từ phía bên này sang phía bên kia (giữa những người tham gia giao tiếp); mỗi phát ngôn đều được kích thích bởi phát ngôn có trước và là phản xạ lại phát ngôn có trước ấy.
Thuận lợi nhất cho ngôn từ đối thoại là các kiểu tiếp xúc không mang tính quan phương, tính công cộng; là kiểu trò chuyện giản dị bằng khẩu ngữ, là không khí bình đẳng về tinh thần và đạo đức giữa những người phát ngôn.
Đặc trưng cho ngôn từ đối thoại là sự luân phiên của các phát ngôn ngắn, của những người phát ngôn khác nhau. Tuy vậy, yếu tố đối thoại cũng có mặt ở lời nói của một người khi được kích thích bởi nét mặt và cử chỉ, như những tín hiệu, thông điệp, của người cùng trò chuyện.

## Quan hệ đối thoại và độc thoại
Đối thoại mang màu sắc chủ quan và bộc lộ đặc tính của những chủ thể phát ngôn, vì vậy, bên cạnh độc thoại, đối thoại trở thành nhân tố tổ chức nhiều văn bản ngôn từ nhất là văn bản của các tác phẩm văn học (các tác phẩm ngôn từ nghệ thuật), nơi chúng hiện diện với tư cách là đối tượng của sự miêu tả.
Mọi ngôn từ thực hành đều mang tính đối thoại theo nghĩa rộng, do chúng được bao hàm trực tiếp hay gián tiếp vào các quá trình giao tiếp. Tuy nhiên, tùy thuộc vào tính chất của việc thực hiện chức năng giao tiếp mà có thể phân biệt thành các phát ngôn đối thoại hay độc thoại.
Đối thoại, và cả độc thoại, trong thành phần của các tác phẩm văn học có thể thu hút, bao gồm lẫn nhau. Người đối thoại có thể dễ dàng đưa vào đối thoại những phát ngôn mang tính độc thoại và điều này đặc biệt thường gặp trong kịch. Các độc thoại trần thuật (tức là trần thuật của chính tác giả) có khi cũng bao gồm cả những đối thoại của những người mà lời dẫn truyện nói đến. Lời độc thoại phi trần thuật đôi khi lại trở thành lời đối thoại bên trong, do chứa đựng "lời lẽ của những kẻ khác", nó hiện diện như một cuộc truyện trò tưởng tượng.

## Ứng dụng
Ngôn từ đối thoại, và cả độc thoại, đóng vai trò quan trọng rất mực trong nỗ lực hướng tới thính giác của người cảm thụ tác phẩm. Sử dụng các hình thức khác nhau của đối thoại và độc thoại, văn học hiện diện như nghệ thuật tái tạo những tiếng nói của con người, lưu giữ trong nó sự phong phú của ngôn từ nói miệng của các thời đại, các dân tộc, các nền văn hóa khác nhau. Là phương tiện nghệ thuật chủ yếu để tái tạo hành vi của con người và các giao tiếp về tinh thần giữa họ, ngôn từ nghệ thuật trở thành đối tượng miêu tả quan trọng nhất trong mọi thể loại và thể tài văn học. Dù vậy, trong mỗi thể tài lượng định của đối thoại, độc thoại có khác biệt: các phát ngôn của nhân vật trong tác phẩm tự sự và kịch thường là phát ngôn đối thoại hoặc độc thoại, thì lời nói của nhân vật người kể chuyện, hoặc nhân vật trữ tình, thường thiên về độc thoại.